# Movimiento inverso
El movimiento inverso, o fotografía de movimiento inverso, es un efecto especial utilizado en la cinematografía en el cual se muestra la acción que se ha filmado del revés, es decir, empezando por el final. Este efecto se puede conseguir "in-camera", o se puede producir con una impresora óptica. Los motivos para recurrir al movimiento inverso en la cinematografía son variados: se puede utilizar con un fin cómico o narrativo, o por razones técnicas.

## Primeras demostraciones
Una de las primeras muestras de la técnica del movimiento inverso se puede ver en uno de los cortos de los hermanos Lumière, La demolición de un muro, de 1896. En esta película vemos cómo unos obreros tiran abajo una pared, que acto seguido se reconstruye como por arte de magia. El cineasta norteamericano Frederick S. Armitage también utilizó esta técnica en 1901 en su film Demolishing and Building Up the Star Theatre. La película muestra el desmantelamiento y la demolición del teatro de Nueva York con imágenes fijas capturadas a lo largo de un período de 30 días, mostradas primero hacia atrás y después hacia delante para crear la ilusión de que se construye un teatro y luego se destruye el mismo. En estos primeros casos, la técnica del movimiento inverso se utilizaba para presentar a la audiencia una serie de imágenes fascinantes meramente por su poder ilusorio, ya que no estaban acostumbrados a verlas. Más adelante se le ha dado otros usos a esta técnica para crear efectos visuales irreales o para filmar escenas de acción. 

## Usos y ejemplos
La mayoría de las veces, el movimiento inverso se utiliza en cine y televisión como un efecto especial para crear imágenes surrealistas que no podrían ocurrir en la vida real. Un ejemplo de una película que utiliza la técnica con este fin artístico o narrativo es Tenet, del director Christopher Nolan. En esta película de ciencia ficción podemos ver a los personajes "capturando" balas con sus pistolas, entre otras cosas surrealistas. Otros ejemplos modernos de este efecto incluyen la escena de Days of Heaven, de Terrence Malick, en la que una gran cantidad de saltamontes se enjambran en sentido contrario; o la de Funny Games, de Michael Haneke, donde vemos a un personaje "rebobinar" la acción que acaba de suceder. 
El efecto del movimiento inverso también es utilizado muy a menudo en escenas de acción, de manera que el efecto es imperceptible para el espectador. Esta técnica es útil para evitar poner en riesgo a los actores o a sus dobles de acción en estas escenas. Si, por ejemplo, se quiere conseguir una escena en la que un coche frena justo antes de caer por un precipicio, se puede grabar el coche retrocediendo desde el borde del precipicio y luego invertir la escena en postproducción.
También existe la posibilidad de utilizar el movimiento inverso por motivos técnicos. Un caso en el que la técnica es útil es el de los planos filmados con un helicóptero. Es prácticamente imposible conseguir un plano de helicóptero que se acerque para acabar como un primer plano, ya que la calidad del plano final no sería buena. Sin embargo, si se empieza filmando el primer plano y después el helicóptero se aleja, se puede conseguir un plano perfectamente enfocado y enmarcado. Cuando la escena se invierte, se consigue el efecto de bajada deseado. Técnicas
Existen dos técnicas para filmar el movimiento inverso. La primera no es una técnica "in-camera", sino que se consigue imprimiendo la película del revés con una impresora óptica, empezando con el último fotograma y acabando con el primero.
La segunda técnica es un efecto "in-camera" que consiste en filmar hacia atrás o darle la vuelta a la cámara. Casi todas las cámaras son capaces de pasar la película al revés (enrollando desde el final hasta el principio), y las que no lo son pueden adaptarse haciendo un trabajo de recableado e invirtiendo la polaridad (en el caso de un motor de corriente continua) o intercambiando cualquiera de las fases (en el caso de motores síncronos de tres fases).